# Wardananz Hraparak

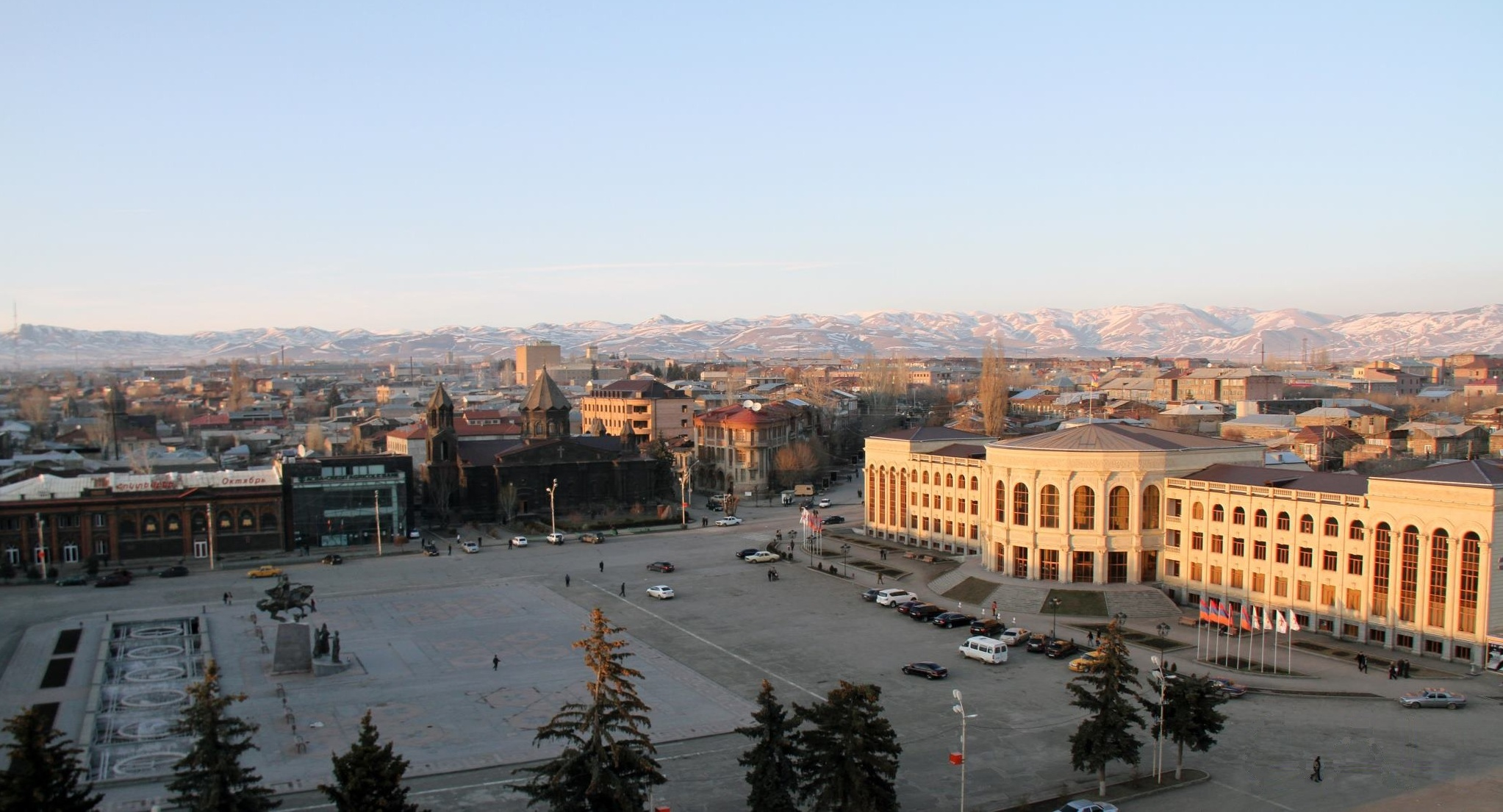
Vartanants Hraparak

Wardananz Hraparak, dt. Wardananz-Platz (armenisch Վարդանանց Հրապարակ Vartanants Hraparak, früher Մայիսյան Ապստամբության հրապարակ Majisjan Apstambutjan hraparak), ist der große zentrale Platz in Gjumri, Armenien.

## Geographie
Der rechteckige Platz hat eine Seitenlänge von 280 mal 140 Metern. Er wird von Abovian-Straße (w), Gai-Straße (n), Schahumjan-Straße (o) und Vahan-Tscheras-Straße (s) begrenzt.

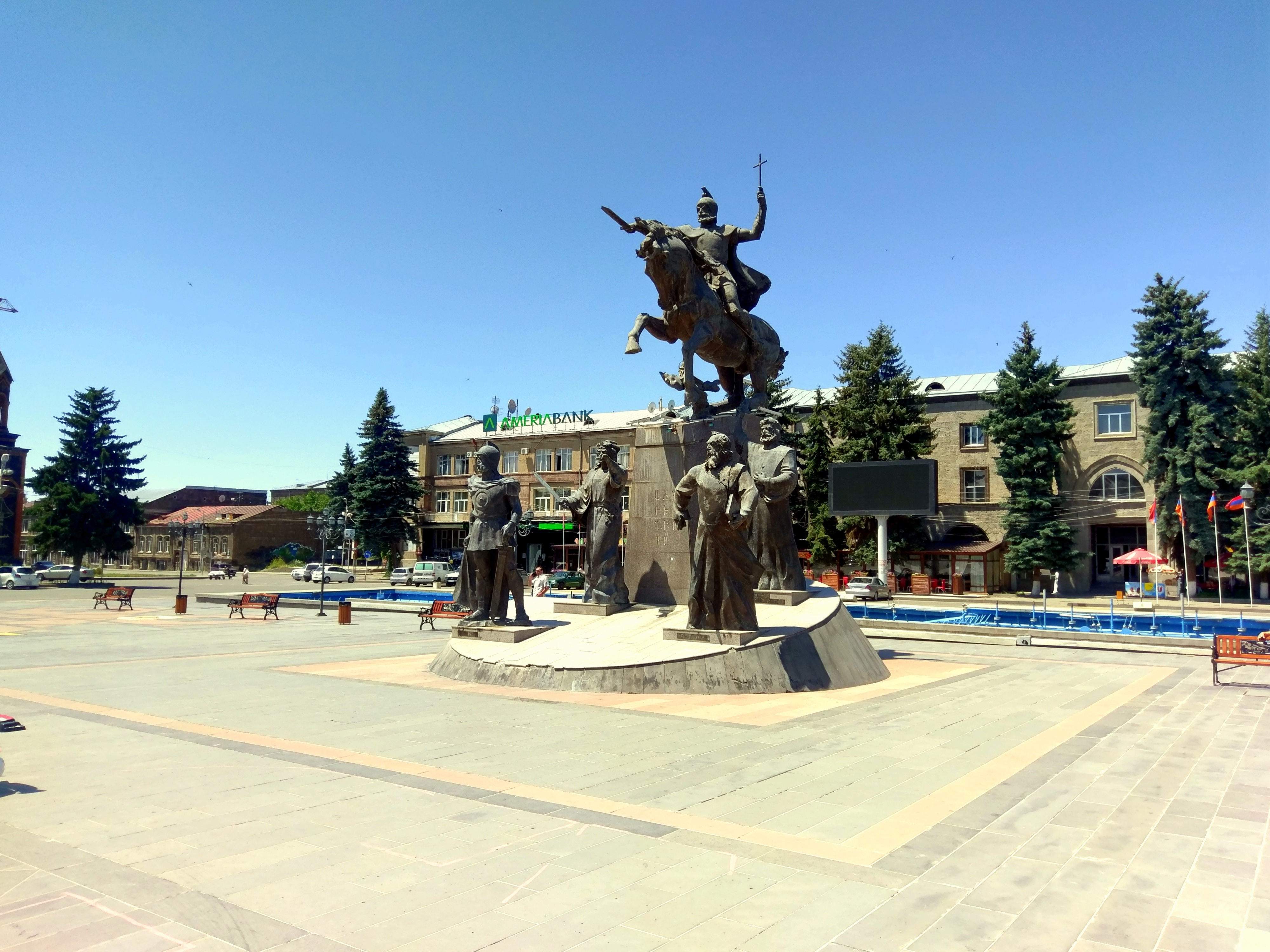
Denkmal der Schlacht von Avarayr.

Mehrere Brunnen zieren den Platz zusammen mit einem Denkmal für die Schlacht von Avarayr im Zentrum. Das Denkmal wurde 2008 aufgestellt. Es stellt historisch armenische Anführer des Feldzuges gegen das Sassanidenreich dar. Die Reiterstatue von Vartan Mamikonian ist der zentrale Punkt des Denkmals. Die anderen vier Statuen stellen den Katholikos Hovsep I. von Armenien, Ghevond Yerets, Wardan Mamikonjans Mutter Sahakanusch und den Fürsten Arschawir II. Kamsarakan dar.

## Gebäude
Rund um den Platzm befinden sich zahlreiche repräsentative Gebäude:
- Das Rathaus von Gjumri von 1933 (Osten)
- Die Kirche des Heiligen Erlösers, Gjumri (Սուրբ Ամենափրկիչ Եկեղեցի, 19. Jh.) (Süden)
- Die Kathedrale der Heiligen Mutter Gottes, Gjumri (Սուրբ Աստվածածին Մայր Եկեղեցի, 19. Jh.) (Norden)
- „October cinema hall“ (1926) (Norden)
- Ein Hotel (1927) (Westen)

## Geschichte
Der Platz war bekannt als „Platz des Maiaufstandes“ (Majisjan Apstambutjan hraparak), benannt nach dem gescheiterten bolschewistische Aufstand gegen die Regierung der Armenischen Revolutionären Föderation (Dashnak) der Demokratischen Republik Armenien im Mai 1920. Der Platz wurde während der 1930er unter sowjetischer Herrschaft gestaltet nach Plänen von Alexander Tamanjan und D. Chislian.
Am 25. Juni 2016 feierte Papst Franziskus unter Mitwirkung von Karekin II. Nersissian eine Heilige Messe auf dem Platz.
Galerie

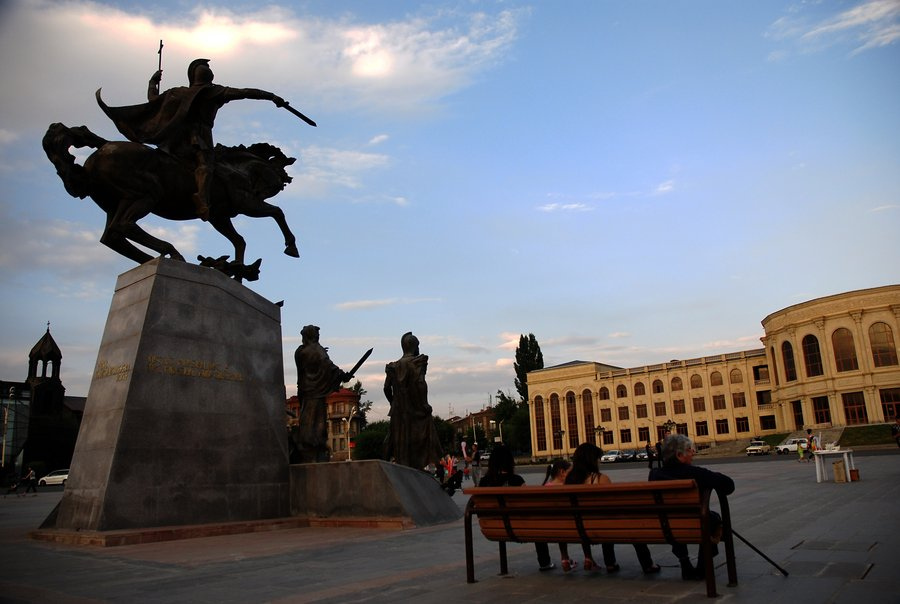
Rathaus
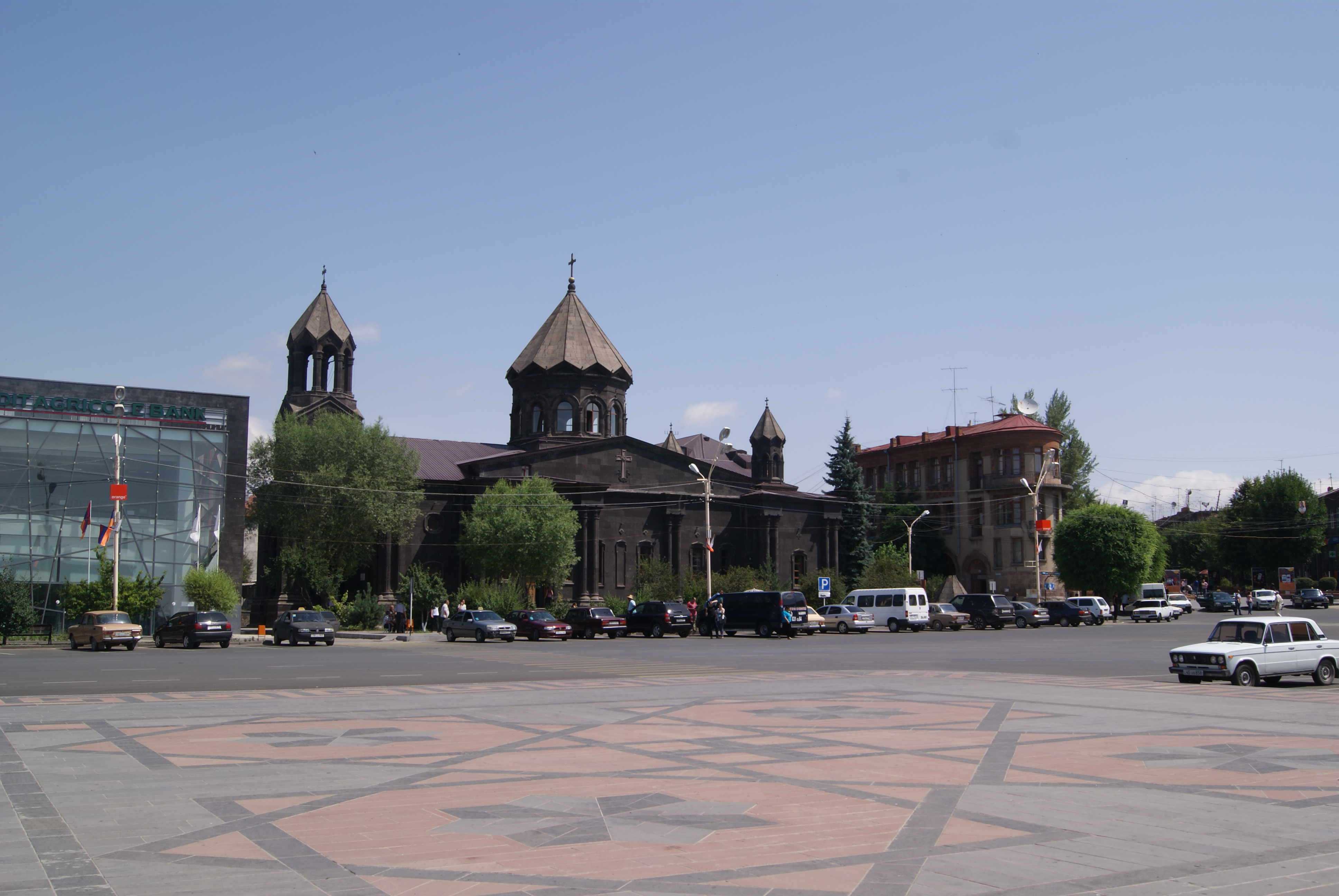
Kathedrale der Heiligen Mutter Gottes
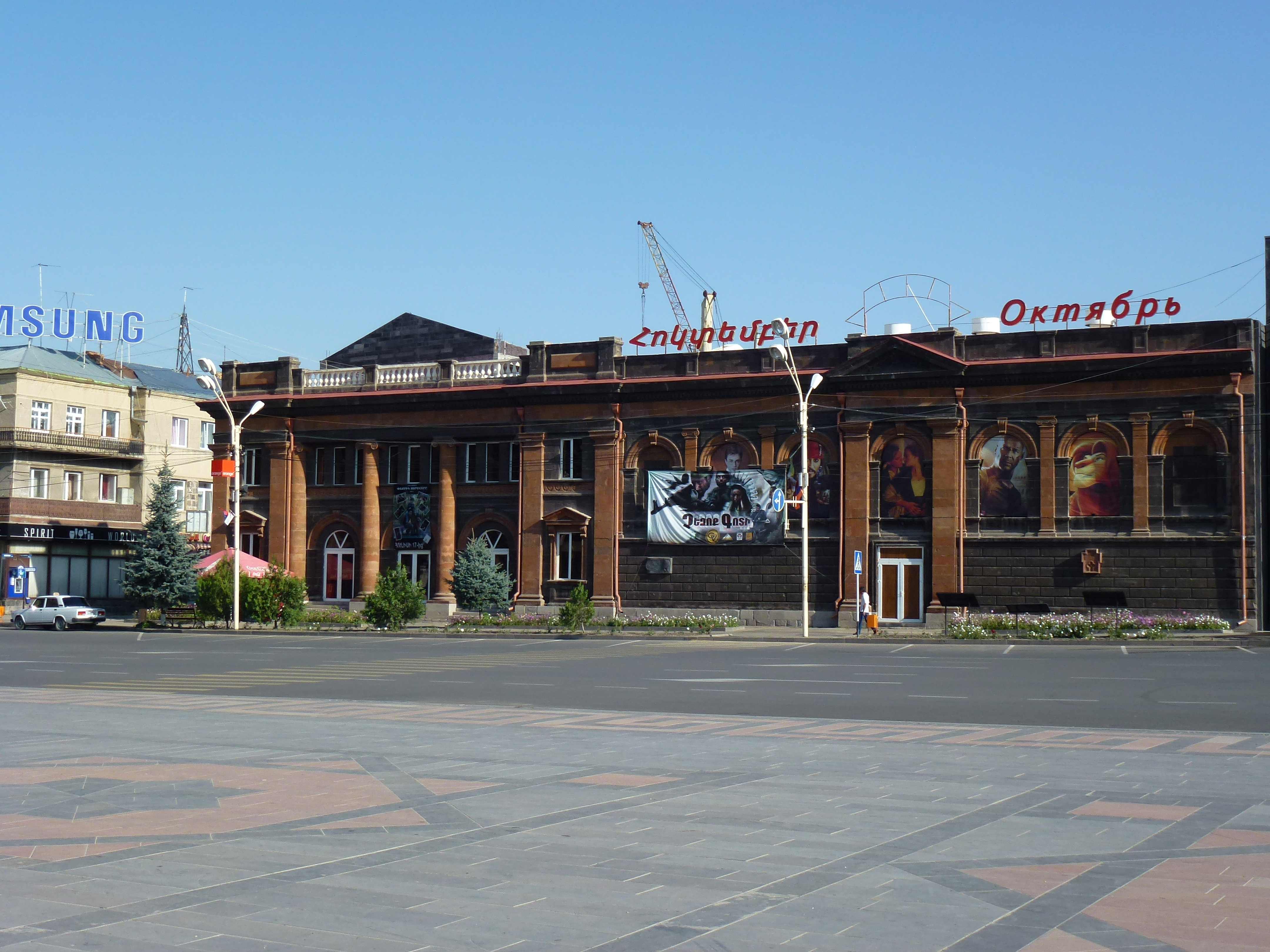
"October" cinema hall
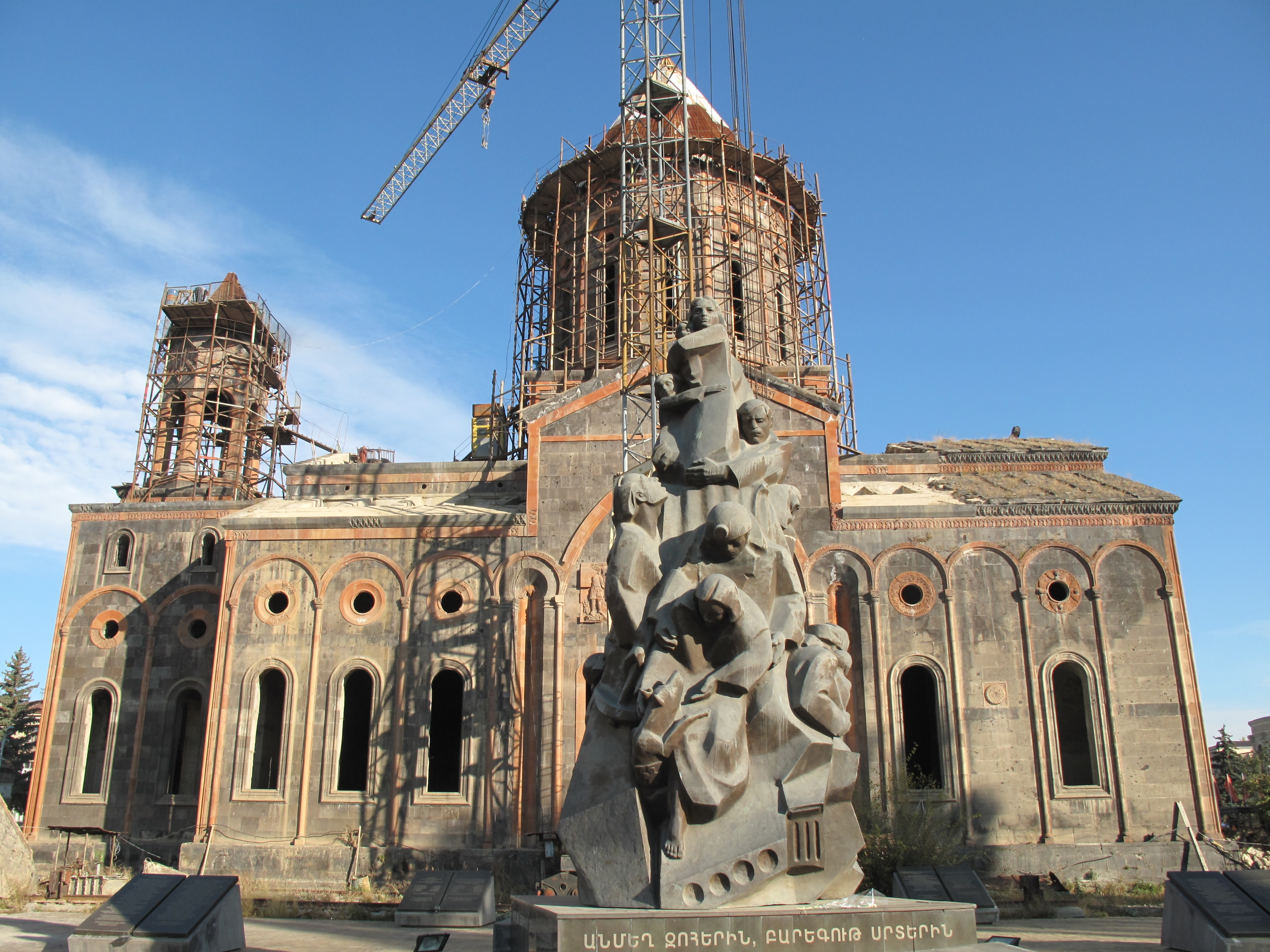
Church of the Holy Saviour
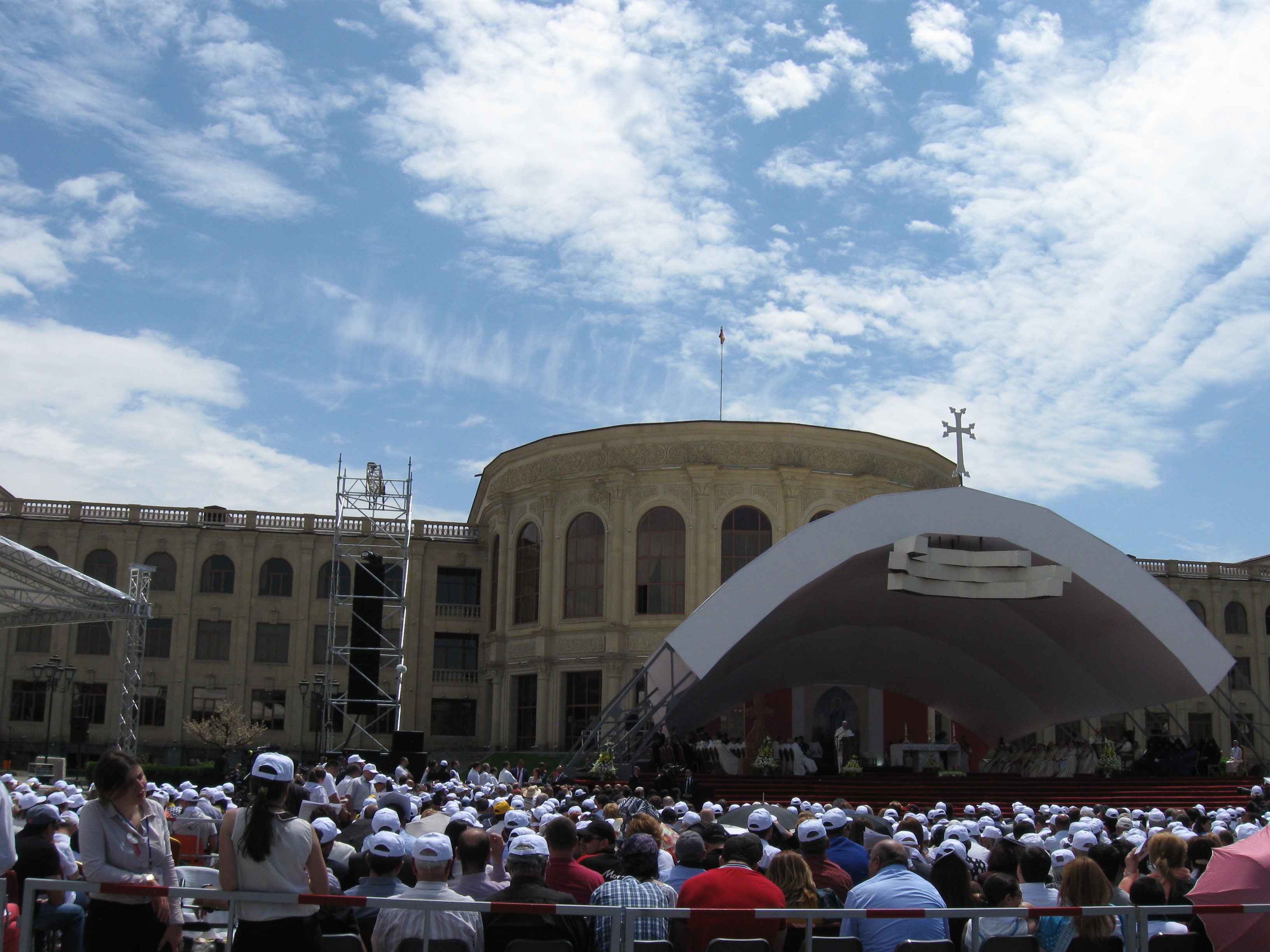
Messe von Franziskus, 25. Juni 2016